# Piedra paesina

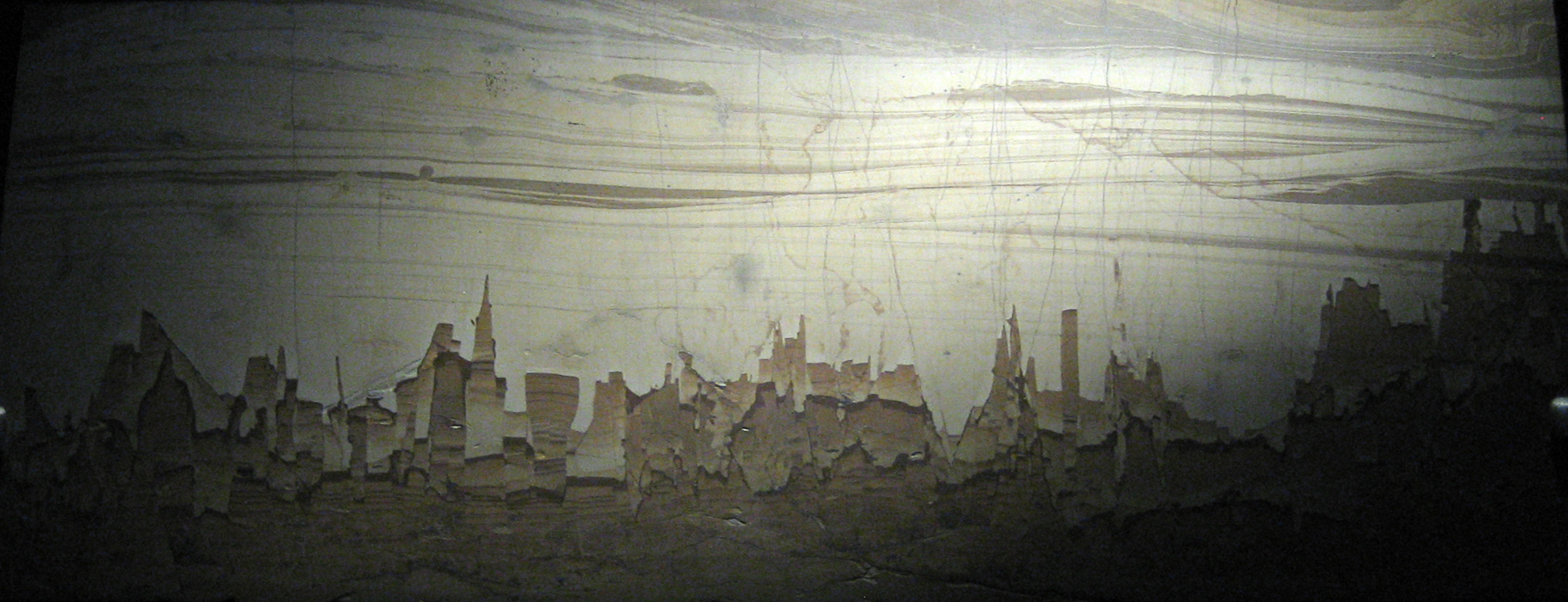
Piedra paesina expuesta en el Museo de Historia Natural de Londres

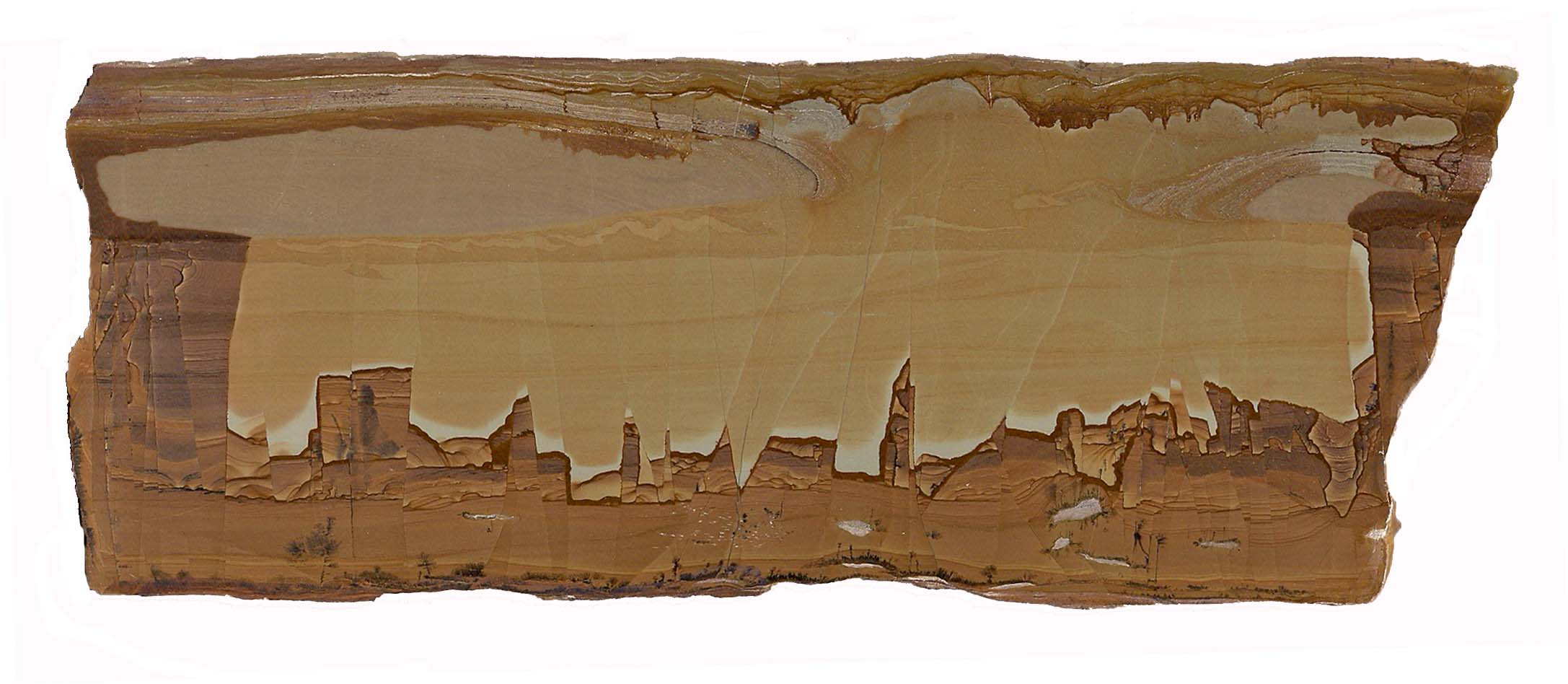
Piedra paesina que simula el perfil de una ciudad

La piedra paesina, también llamada mármol ruiniforme o caliza ruiniforme, es un tipo de caliza natural con componente arcilloso, que se caracteriza por estar infiltrada por materiales ferruginosos a través de hendiduras, lo que le confiere un aspecto irregular característico, similar a los anillos de Liesegang, de tal forma que cuando se corta la piedra en placas planas, imita un paisaje o una ciudad o edificio en ruinas. Se obtiene de canteras situadas en la región de la Toscana en Italia y se emplea fundamentalmente como ornamental,  para decoración de muebles, objetos de escritorio o fondo de pinturas.

## Geología
El proceso geológico que originó estas rocas se remonta al Eoceno, hace cincuenta millones de años, las rocas calcáreas superficiales se fueron infiltrando a través de pequeñas fisuras, por aguas impregnadas por óxidos o hidróxidos de hierro y manganeso, provocando la formación de dibujos de formas caprichosas en tonos rojizos o verdosos.